# Societat Catalana d'Estudis Litúrgics
La Societat Catalana d'Estudis Litúrgics (SCEL) és una societat filial de l'Institut d'Estudis Catalans adscrita a la Secció Històrico-Arqueològica, i té per finalitat l'estudi i la publicació de la documentació relativa a la història dels usos litúrgics a Catalunya i els territoris de les antigues províncies eclesiàstiques de Narbona i Tarragona.
Fou fundada a Barcelona el 30 de juny de 1969 pels estudiosos de la litúrgia Alexandre Olivar i Daydí, Miquel dels Sants Gros i Pujol i José Janini Cuesta, arran de la constatació de l'interès de nombrosos estudiosos nacionals i estrangers per la litúrgia i el seu estudi en el domini català; Catalunya i els països emparentats amb la cultura catalana disposen de fonts abundants i importants per al coneixement de la història del culte, i la litúrgia s'hi ha manifestat en formes particulars i autòctones.
La Societat agrupa estudiosos de diferents especialitats (edició de textos, musicologia, codicologia, arqueologia, història de l'art, estudis del pròxim orient, patrologia, arxivística), que reflexionen sobre diferents aspectes relacionats amb la litúrgia i la seva història. Els estatuts de la Societat van ser aprovats per l'Assemblea General del 23 d'abril de 1991 i van ser ratificats pel Ple de l'Institut d'Estudis Catalans el 21 de maig de 1991.
El primer president fou el liturgista Josep Vives i Gatell, director de la Biblioteca Balmes (1969-1978); el succeí a la seva mort Alexandre Olivar, que el 2003 cedí la presidència efectiva a Miquel dels Sants Gros.

## Publicacions
- Miscel·lània Litúrgica Catalana - publicació periòdica d'aparició anual, que dona a conèixer conté treballs sobre història de la litúrgia en els seus diversos caps dels membres de la Secció i d'estudiosos nacionals i estrangers.
- Biblioteca Litúrgica Catalana - col·lecció especialitzada en l'edició de textos litúrgics d'una certa extensió.